# Edmond Cloetens
Edmond Cloetens – belgijski łucznik, trzykrotny mistrz olimpijski.
Cloetens startował na Letnich Igrzyskach Olimpijskich 1920 w Antwerpii.  Podczas tych igrzysk sportowiec sklasyfikowany został w czterech konkurencjach i aż w trzech zdobył złote medale olimpijskie (duży ptak indywidualnie, mały ptak drużynowo i duży ptak drużynowo). Ponadto zajął piąte miejsce w strzelaniu do „małego ptaka”. Wszystkie te konkurencje były jednak słabo obsadzone; w konkurencjach indywidualnych startowało tylko sześciu Belgów, a w zawodach drużynowych tylko drużyna Belgii (wyniki w konkurencjach drużynowych były liczone na podstawie wyników indywidualnych).